# ペーテル・ヴィスヘルホフ
ペーテル・ヴィスヘルホフ（Peter Wisgerhof, 1979年11月19日- ）は、オランダ・ヴァーヘニンゲン出身の同国代表のサッカー選手。ポジションはCB。

## 経歴

### クラブ
1999-2000シーズンにフィテッセでプロキャリアを開始し、NECナイメヘンへの1年の期限付き移籍を経て、同クラブに完全移籍を果たす。NECでの9季の在籍で主将を務めた。2009年1月14日、アヤックス・アムステルダムへと去ったロブ・ウィーラールト (nl) の後釜としてFCトゥウェンテと3年半の契約を締結すると、すぐさま地位を確立し、2季目にリーグ優勝を経験。2010年夏にはシアトル・サウンダーズFCへと去ったブレイズ・ヌクフォから主将の座を引き継ぎ、シーズン開始時にアヤックスを1-0で破りヨハン・クライフ・スハールのタイトルを獲得。同2010-11シーズンの冬に契約を2013年半ばまで延長し、2011年5月にKNVBカップで優勝した。2011-12シーズンは、アヤックスに次ぐ2位でシーズンを終えたが、ヨハン・クライフ・スハールでは再びアヤックスを破り優勝した。ちなみに、同大会で露骨なダイブをしており、試合後に最悪なダイビングだったと自身で認めている。

### 代表
U-21代表で13試合1得点を記録。ベルト・ファン・マルワイク監督の下、2010年10月1日に30歳でA代表に初招集され、11月17日のトルコ代表戦で負傷したヨリス・マタイセンに代わり後半から初出場を飾った。

## タイトル
クラブ
 FCトゥウェンテ
- エールディヴィジ : 2009-10
- ヨハン・クライフ・スハール : 2010, 2011
- KNVBカップ : 2010-11